# Землетрус у Копаоніку 1983
Землетру́с у Копаоніку 1983 ро́ку — великий землетрус на у горах Копаонік, Сербія, який стався 10 вересня 1983 року.
Гіпоцентр землетрусу залягав на глибині 10 км. Магнітуда землетрусу склала 5,3 балів (за шкалою Ріхтера). Постраждало 7 сіл, 200 мешканців, пошкоджено - 1200 будинків